# Rauvan Inatilaev
Rauvan Inatilaev es un deportista kazajo que compitió en judo. Ganó una medalla de bronce en el Campeonato Asiático de Judo de 2001, en la categoría de –73 kg.

## Palmarés internacional
| Campeonato Asiático | Campeonato Asiático   | Campeonato Asiático | Campeonato Asiático |
| Año                 | Lugar                 | Medalla             | Categoría           |
| ------------------- | --------------------- | ------------------- | ------------------- |
| 2001                | Ulán Bator (Mongolia) | Medalla de bronce   | –73 kg              |